# ドヨン
ドヨン（朝: 도영、中: 道英、英: Doyoung、1996年2月1日 - ）は、韓国・京畿道九里市出身の歌手、俳優。男性アイドルグループ・NCTのメンバー。SMエンタテインメント所属。本名はキム・ドンヨン（朝: 김동영、中: 金東營、英: Kim Dong-young）。ポジションはメインボーカル。兄は俳優のコンミョン。2016年4月、NCT Uでデビュー。2017年1月、NCT 127に加入。

## 来歴

### 生い立ち、SMエンタテインメント入社、SMルーキーズとして
- 1996年2月1日、九里市で生まれる。中学生の時から、塾に通いながらオーディションを受けていた[4]。高校時代はバンド部で活動し、学園祭や地域の祭りなどの様々な舞台に出演した[5][3]。
- 2013年、土坪高校在学中に「九里市青少年芸術祭」に参加し、ハ・ドンギュン「雨が降っても雪が降っても」を歌唱し、大賞を受賞[6][7][8]。スカウトされ[9]、2013年11月、SMエンタテインメントに練習生として入社[6]。
- 2015年1月16日、SMルーキーズの新メンバーとして公開された[10]。
- 1月21日より、MBC『SHOW CHAMPION』のMCを、SMルーキーズのジェヒョンと務めた[10]。正式デビュー前のMC抜擢は異例であった[10]。7月1日、デビュー準備のため、降板[11]。

### NCTとしてデビュー（2016年 - 2020年）
2016年
- 4月6日、NCT Uのデビューメンバーとして公開された[12]。
- 4月9日、デビューユニット・NCT Uのシングル「The 7th Sense」が発表された[12]。
- 4月10日、NCT Uとして参加したデジタルシングル「WITHOUT YOU」が発表された[12]。
- 7月9日、SHINee・キーとのコラボレーション楽曲「COOL」が公開[13]。本楽曲は、OCN『元カレは天才詐欺師 〜38師機動隊〜』劇中歌に起用された。
- 12月26日、NCT 127のメンバーとして活動することが明らかになった[14]。
- 12月30日、SM STATIONを通じて公開されたデジタルシングル「Sound of Your Heart」に参加[15]。

2017年

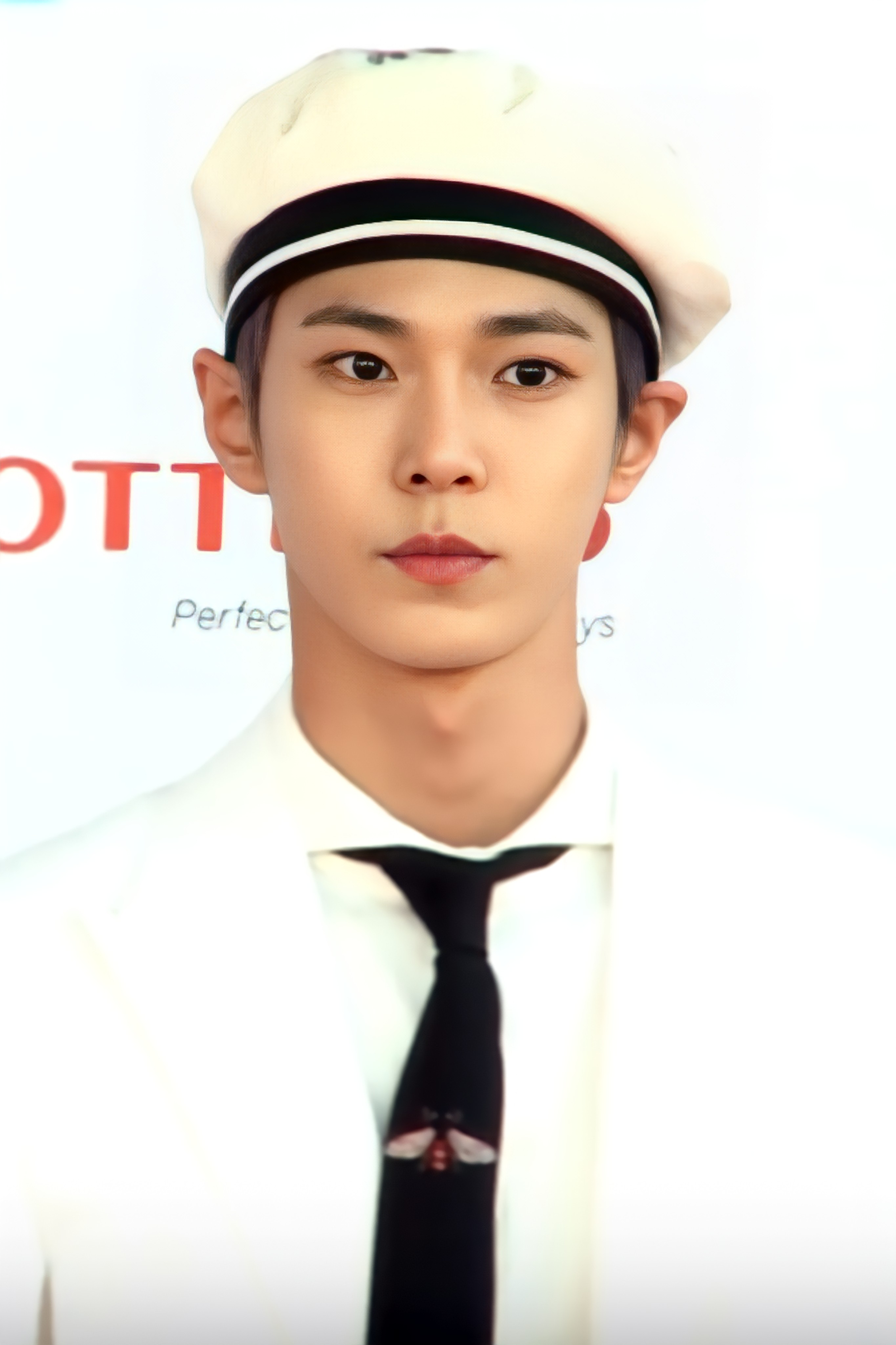
ドリームコンサートにて（2017年6月）

- 1月5日、Mnet『M COUNTDOWN』に出演し、NCT 127のメンバーとして、正式にデビュー[16]。
- 1月9日、NCT 127のメンバーとして初めて参加した2ndミニアルバム『Limitless』がリリースされた[16]。
- 2月5日より、SBS『SBS人気歌謡』レギュラーMCを務めた[17][18]。
- 2月7日、NCTのメンバーとともに、タイのスナック菓子「Masita」の広告モデルとして、タイを訪問した[19]。
- 8月7日、KBS 2TV『恋するレモネード』劇中歌「Stay in My Life」が公開された[20]。
- 10月13日、SM STATION シーズン2を通じて、gugudanのキム・セジョンとのデュエット曲「Star Blossom」が公開された[21]。

2018年

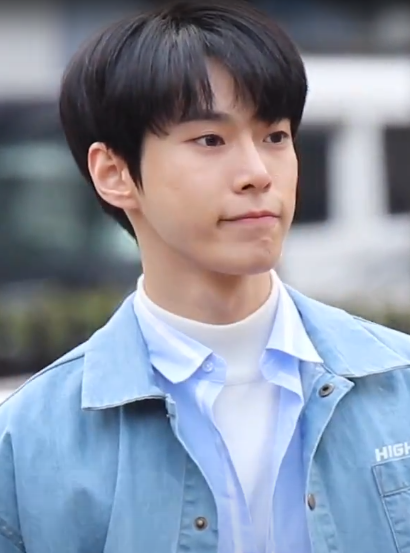
公開収録にて（2018年3月）

- 1月12日、NCT Uとして参加した「Timeless」が公開された[22]。
- 1月30日、NCT Uとして、テイルとともに参加したKBS 2TV『ラジオロマンス 〜愛のリクエスト〜』劇中歌「Radio Romance」が公開された[23]。
- 2月19日、NCT Uとして参加した楽曲「BOSS」のミュージックビデオが公開された[24]。音楽番組で本楽曲を披露した際、2オクターブの音域を3オクターブまで高めて歌ったことが話題を集めた[25]。
- 3月30日、ジャニーとともに、毎日経済新聞主催のデジタル犯罪防止キャンペーン「M クリーン」広報大使に任命された[26]。
- 4月2日、NCT Uとして参加した「YESTODAY」のミュージックビデオが公開された[27]。
- 5月23日、NCT 127のミニアルバム『Chain』がリリースされ、日本デビュー[28]。
- 6月9日、MBN『リッチマン』劇中歌「Hard for Me」に参加[29]。

2019年
- 3月6日、Rocoberryとのコラボレーション楽曲「私たち、別れないでいよう」を発表[30]。
- 7月7日、MBC『覆面歌王』に「会食の日のキム代理」として出演。イ・ムンセ「少女」[31]、『トッケビ 〜君がくれた愛しい日々〜』劇中歌「Beautiful」、NELL「記憶を歩く時間」を披露した[32]。
- 9月、講談社『GRAZIA』9月号に自身初の単独グラビアが掲載された[33]。
- 10月1日、KBS 2TV『ノクドゥ伝』劇中歌「Baby Only You」にNCT Uとして参加[34]。
- 11月20日、「STATION X 4 LOVEs for Winter」を通じて公開された「This is Your Day (for every child, UNICEF)」に参加[35]。
- 12月13日、NCT Uとして参加した「Coming Home」が公開された[36]。

2020年
- 10月12日、NCT Uとして参加した「Make A Wish (Birthday Song)」のミュージックビデオが公開された[37]。
- 10月19日、NCT Uとして参加した「From Home」のミュージックビデオが公開された。

### ドラマ・ミュージカル俳優として（2021年・2022年）
2021年
- 2月、MBC『深夜カフェ』シーズン3となる「サンボクサンボクストーカー」に主人公ソン・ジウ役として出演し[38]、OST「夜の空気」にも参加した[39]。
- 3月12日、名曲リメイクプロジェクト「Rewind : Blossom」に参加し、ベクヒョンと歌った「Doll」が公開された[40]。
- 5月7日、韓国芸能製作者協会による新型コロナウイルス克服キャンペーンソング「NOW N NEW 2021」に参加[41]。
- 7月より、ミュージカル『マリー・アントワネット』に、アクセル・フェルセン役で出演[42][43]。
- 8月12日、NCT Uとしてヘチャンと参加したライアン・チョンの「MAXIS」プロジェクトの楽曲「Maniac」が公開された[44]。
- 8月22日、第7回ソウルウェブフェスト映画祭にて、ウェブドラマ『深夜カフェ シーズン3』で主演男優賞を受賞した[45]。
- 10月1日、TVING『ユミの細胞たち』のOST「Like a Star」が公開された[46]。
- 12月2日、「第6回Asia Artist Awards」にて、フォーカス賞を受賞した[47]。
- 12月10日、NCT Uとして参加した「Universe (Let's Play Ball)」のミュージックビデオが公開された。

2022年
- 2月22日、Disney+『Soundtrack #1』のOST「A little more」が公開された[48]。
- 3月20日、NCT Uとして参加した、文化体育観光部と韓国コンテンツ振興院のプロジェクト「光化時代」テーマ曲「coNEXTion (Age of Light)」が公開された。
- 6月より、TVING『私を愛さないXに』に出演[49]。7月22日には、OST「Unable To Love」が公開された[50]。
- 10月25日、キム・ミンハとのコラボレーション楽曲「Fallin'」を公開した[51]。
- 12月26日、ウィンターアルバム『2022 Winter SMTOWN : SMCU PALACE』収録曲「Where You Are」に参加した。

### NCT DOJAEJUNGとしてデビュー、ブランドアンバサダー就任（2023年）
2023年

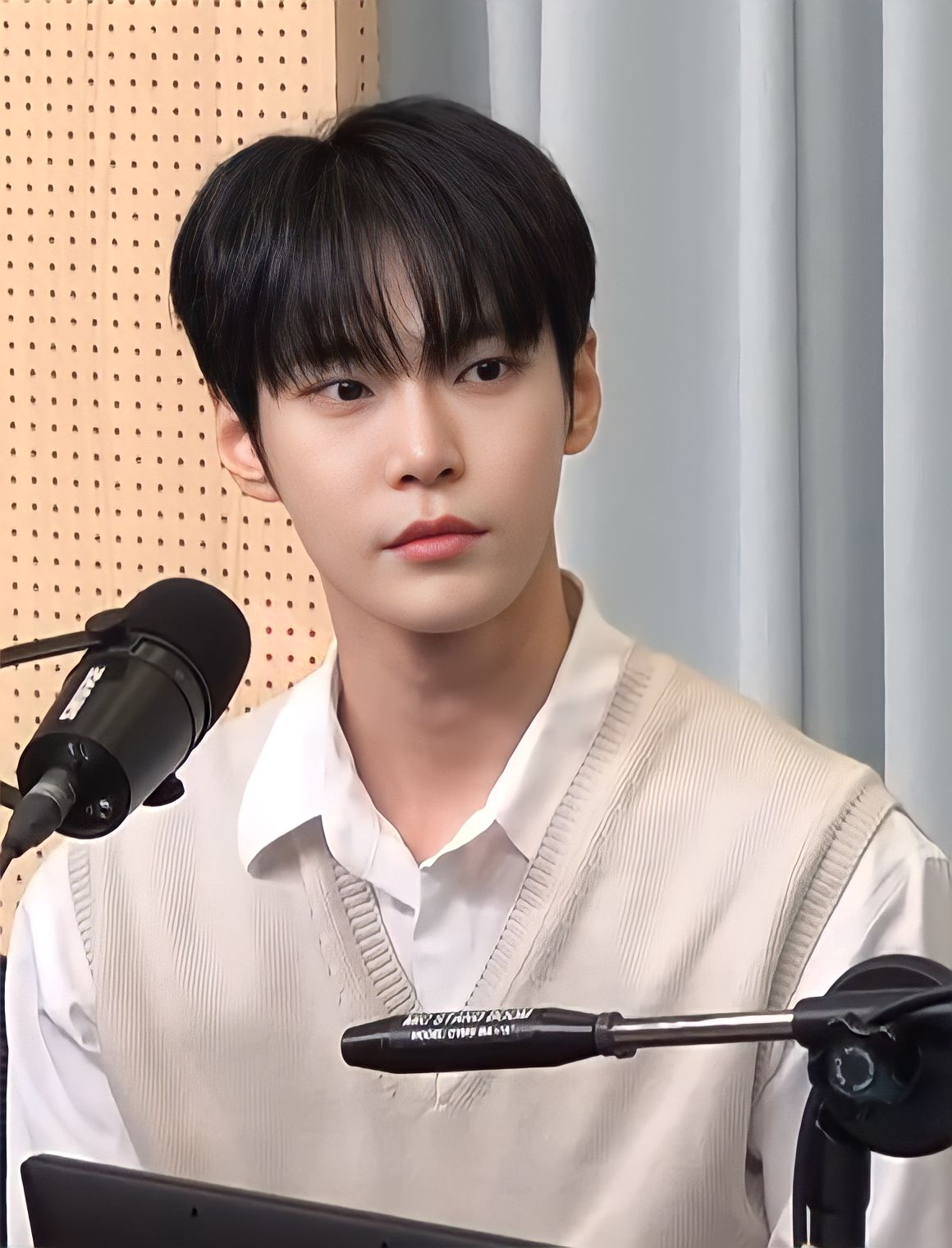
ラジオ収録にて（2023年4月）

- 1月17日より放送された、テレビ朝日系ドラマ『星降る夜に』挿入歌「Cry」に参加した[52]。
- 4月17日、ドヨン・ジェヒョン・ジョンウで構成されたユニット「NCT DOJAEJUNG」が、ミニアルバム『Perfume』でデビューした。
- 4月28日より放送された、SBSドラマ『浪漫ドクター キム・サブ シーズン3』OST「Beautiful Day」に参加した[53]。
- 5月9日、イタリアのファッションブランド「ドルチェ&ガッバーナ」の日本・韓国の2カ国のアンバサダーに選任された[54][55]。
- 7月23日、tvN『生まれ変わってもよろしく』のOST「Here with me」が公開された[56]。
- 8月28日、NCT Uとして参加した「Baggy Jeans」ミュージックビデオが公開された[57]。
- 10月20日、ドルチェ&ガッバーナのグローバルアンバサダーに昇格した[58]。
- 12月26日、韓国マクドナルドのスペシャルメニュー「幸運バーガー」キャンペーンモデルに抜擢された[59]。
- 12月27日、ジョンウとともに、化粧品メーカー「ペリペラ」ブランドモデルに選任された[60]。

### ソロデビュー（2024年 - ）
2024年
- 2月20日より、NCTの公式YouTubeチャンネルにヘチャンとの冠企画「キムドンイドンのMUK2U」を公開。
- 4月22日、1stフルアルバム『YOUTH』をリリースし、ソロデビュー。タイトル曲「Little Light」は、5月1日放送のMBC MUSIC『SHOW CHAMPION』にて、音楽番組1位を獲得。NCTメンバー初となる音楽番組1位獲得となった[61]。
- 5月25日より、ソウル・慶熙大学校 平和の殿堂での公演を皮切りにソロコンサート「2024 DOYOUNG CONCERT [ Dear Youth, ]」をスタート[62][63]。
- 6月24日より、横浜・パシフィコ横浜 国立大ホール、大阪・オリックス劇場、名古屋・名古屋国際会議場、東京・東京体育館にて、日本ツアー「2024 DOYOUNG CONCERT [ Dear Youth, ] in JAPAN」をスタート[64]。
- 6月27日、2023年に放送されたテレビ朝日系ドラマ『星降る夜に』挿入歌「Cry」が、デジタルシングルとしてリリースされた[65]。
- 8月6日、参加した音楽プロジェクト「essential; With Artist」より、ソロ曲「17」が、デジタルシングルとしてリリースされた[66]。
- 10月1日、参加した音楽プロジェクト「初恋プロジェクト」より、チョン・ジュニル「First Love (feat. SOLE)」カバーが、デジタルシングルとしてリリースされた[67]。
- 11月1日・2日・3日、ソウル・SKハンドボール競技場にて、ソロツアーのアンコールコンサート「2024 DOYOUNG CONCERT [ Dearest Youth, ]」を開催[68]。
- 11月6日、デジタルシングル「The Story」をリリース[69]。
- 11月22日、Wavve『ごめん、愛してる 2024』のOST「Snow Flower」が公開された[70]。
- 12月23日、genie TV『ナミブ ー砂漠と海の夢ー』のOST「Smile Again」が公開された[71]。

2025年
- 1月より、ミュージカル『笑う男』第4シーズンに、グウィンプレン役で出演[72]。
- 2月14日、SMエンタテインメント創立30周年記念アルバム『2025 SMTOWN : THE CULTURE, THE FUTURE』タイトル曲「Thank You」に参加した。
- 6月9日、2ndソロアルバム『Soar』をリリース[73]。タイトル曲「Memory」は、6月18日放送のMBC MUSIC『SHOW CHAMPION』にて、音楽番組1位を獲得[74]。昨年の「Little Light」に続き、2冠目となった[75]。
- 6月13日より、ソウル・蚕室体育館での公演を皮切りにソロコンサート「2025 DOYOUNG CONCERT [ Doors ]」を開催[76][77]。
- 7月12日より、横浜・ぴあアリーナMM、神戸・神戸ワールド記念ホールにて、日本ツアー「2024 DOYOUNG CONCERT [ Doors ] in JAPAN」をスタート[78]。

## 人物

### 趣味・家族
血液型はB型で、みずがめ座。趣味はドラマを見ること、寝ること、横になること。フルートを吹くことができる。
小さい頃から歌うことが好きであり、歌手としてデビューした後も気持ちは変わっておらず、休みの日でも練習室で歌っていることが多い。子供の頃の夢は、検事になること。小学校時代は、学級委員や副委員に推薦で任命され、学級委員長を6年間していたという。高校時代には、生徒会の副会長を務めていた。陸上部だったため、ふくらはぎの筋肉がしっかりとついている。
父親は重量挙げの選手で、母親は陸上選手だった。ドヨンの本名は「ドンヨン」で、実兄・コンミョンの本名は「ドンヒョン」であるが「ドン」が行列字にしたがって名付けられた。従兄弟たち全員の名前にも「ドン」がつく。トークスキルが高く、MCを任されることが多い。NCTの暗記担当で、長いコメントを覚えて話すことが得意である。韓国史能力検定2級を取得している。座右の銘は「自分らしく生きよう」。性格診断のMBTIはISFJ型。

### 嗜好
好きな映画のキャラクターは『キングスマン』のエグジー。得意料理はキムチチゲ。苦手な食べ物はキュウリ、ピーマン、ブロッコリーといった、緑色の野菜やトマト。日本のコンビニでつい買ってしまうものは、明太子おにぎり。好きな歌手はエリック・ベネイ、パク・ヒョシン、少女時代、Official髭男dism。
一番好きな曲は、パク・ヒョシン「The Dreamer」。人生に影響を与えた曲は、パク・ヒョシン「Chilly windy night in 1991....」。自身に影響を与えたものは、SMエンタテインメントの音楽、韓国の音楽と文化。一番好きな動物はラッコ。子供の頃に親戚の家で犬に噛まれたことから、大きな犬が苦手。ぬいぐるみが好きで、自室に10個以上のぬいぐるみを飾っている。

### ニックネーム
目が丸く、笑ったときの揃った前歯の様子がウサギに似ていることから、ファンからはウサギに例えられることが多い。日本でのニックネームは「ドヨチ」で、お気に入りのニックネームのうちの一つでもあるという。中国では「兔兔（tutu）」というニックネームがある。また「ドイン（ddoing）」というニックネームもある。
dTVにて放送された『NCT 127 おしえてJAPAN!』で披露したダジャレを使った自己紹介は「もういいかい、まーだドヨン」。

### 慈善活動
- 2022年3月、慶尚北道蔚珍郡から江原道三陟市で起きた大規模な山火事被害の復旧と被災者支援のために、3,000万ウォン（約330万円）を寄付した[102]。
- 2023年2月に発生したトルコ・シリア地震からの復旧を願い、地震被災者に1億ウォン（約1,100万円）を寄付した[103]。この寄付で1億ウォン（約1,100万円）以上の寄付者の集まりである「オーナー・ソサエティー（Honor Society）」の会員になった[104]。
- 2023年3月、社団法人ソウル環境連合とドヨンのファン約600人が「NCTドヨンの森」プロジェクトを始動させた[105]。ドヨンのファンらは、蘭芝漢江公園芝生広場でヒトツバタゴ3株、シジミバナ780株を植えて、ドヨンのデビュー7周年を記念し、環境保護活動を行った[105]。
- 2023年12月23日、クリスマスと年末を記念して、愛の実社会福祉共同募金会に5,000万ウォン（約550万円）を寄付した[104]。
- 2024年2月1日、低所得家庭の女性青少年のための女性用品・学用品・生活必需品支援のための寄付金3,000万ウォン（約330万円）を寄付した[106]。
- 2024年11月7日、世界こどもの日を記念して、世界の子どもたちの健康的な成長を支援するために1億ウォン（約1,100万円）を寄付した[107]。
- 2025年2月1日、韓国の欠食児童支援のために3,000万ウォン（約300万円）を寄付した[108]。
- 2025年3月27日、慶尚道地域の山火事鎮火作業に従事している消防官を支援するために、愛の実社会福祉共同募金会を通じて5,000万ウォン（約500万円）を寄付した[109]。また、災難社会福祉専門機関「ザ・プロミス」にも5,000万ウォンを寄付した[109]。この寄付金は、山火事で被害を受けた慶尚道地域の住民たちの緊急救護物品支援と、学校への復帰と日常回復のための心理・情緒安定プログラムなどに使われる予定である[109]。
- 2025年7月11日、自立を準備する青少年と保護児童のため、1億ウォン（約1,068万円）を寄付した[110]。ドヨンは、同年6月に2ndソロアルバム『Soar』をリリースし、プロモーションインタビューで「音楽番組で1位を達成したら寄付をする」と公約を宣言しており、タイトル曲「Memory」は、音楽番組で3冠を獲得した[111]。

### アグンパンポーズ
手のひらを顎に添えて、頬のふくらみを強調する「アグンパンポーズ」を考案した。「アグンパン」は「赤ちゃんのお尻のようなフワフワのパン」を意味する。

## 作品

### NCT U
| 公開日 | 公開日   | タイトル                    | リンク | 備考                                  | 収録アルバム             |
| ------ | -------- | --------------------------- | ------ | ------------------------------------- | ------------------------ |
| 2016年 | 4月9日   | The 7th Sense               | ▶︎      | デビュー曲                            | NCT 2018 Empathy         |
| 2016年 | 4月10日  | WITHOUT YOU                 | ▶︎      |                                       | NCT 2018 Empathy         |
| 2018年 | 1月12日  | Timeless                    | -      |                                       | NCT 2018 Empathy         |
| 2018年 | 1月30日  | Radio Romance               | -      |                                       | Radio Romance OST        |
| 2018年 | 2月19日  | BOSS                        | ▶︎      |                                       | NCT 2018 Empathy         |
| 2018年 | 4月2日   | YESTODAY                    | ▶︎      |                                       | NCT 2018 Empathy         |
| 2018年 | 8月11日  | CELEB FIVE                  | -      | MBC『ショー!音楽中心』にて披露        | 未収録                   |
| 2019年 | 10月1日  | Baby Only You               | -      |                                       | The Tale of Nokdu OST    |
| 2019年 | 12月13日 | Coming Home                 | ▶︎      |                                       | 未収録                   |
| 2020年 | 10月12日 | Make A Wish (Birthday Song) | ▶︎      |                                       | NCT 2020 RESONANCE Pt. 1 |
| 2020年 | 10月12日 | Volcano                     | -      |                                       | NCT 2020 RESONANCE Pt. 1 |
| 2020年 | 10月12日 | Light Bulb                  | -      |                                       | NCT 2020 RESONANCE Pt. 1 |
| 2020年 | 10月12日 | From Home                   | ▶︎      |                                       | NCT 2020 RESONANCE Pt. 1 |
| 2020年 | 11月23日 | I.O.U                       | -      |                                       | NCT 2020 RESONANCE Pt. 2 |
| 2021年 | 8月12日  | Maniac                      | ▶︎      | ライアン・チョン「MAXIS」プロジェクト | 未収録                   |
| 2021年 | 12月14日 | Universe (Let's Play Ball)  | ▶︎      |                                       | Universe                 |
| 2021年 | 12月14日 | Know Now                    | -      |                                       | Universe                 |
| 2021年 | 12月14日 | Good Night                  | -      |                                       | Universe                 |
| 2022年 | 3月20日  | coNEXTion (Age of Light)    | -      | 光化時代テーマ曲                      | 未収録                   |
| 2023年 | 8月28日  | Baggy Jeans                 | ▶︎      |                                       | Golden Age               |
| 2023年 | 8月28日  | Not Your Fault              | -      |                                       | Golden Age               |

### ソロ

#### 韓国

##### フルアルバム
|                               | 発売日                        | タイトル                      | 商品番号                      | 形態                          | 形態                          | 順位                          | 売上枚数                      | 表題曲                        |
| SMエンタテインメント レーベル | SMエンタテインメント レーベル | SMエンタテインメント レーベル | SMエンタテインメント レーベル | SMエンタテインメント レーベル | SMエンタテインメント レーベル | SMエンタテインメント レーベル | SMエンタテインメント レーベル | SMエンタテインメント レーベル |
| ----------------------------- | ----------------------------- | ----------------------------- | ----------------------------- | ----------------------------- | ----------------------------- | ----------------------------- | ----------------------------- | ----------------------------- |
| 1st                           | 2024年4月22日                 | YOUTH                         | L700001417                    | CD                            | Pomal ver.                    | 3位                           | 401,468枚                     | Little Light                  |
| 1st                           | 2024年4月22日                 | YOUTH                         | L700001418                    | CD                            | Saebom ver.                   | 3位                           | 401,468枚                     | Little Light                  |
| 2nd                           | 2025年6月9日                  | Soar                          | L700001556                    | CD                            | Crack of Dawn ver.            | 3位                           | 399,709枚                     | Memory                        |
| 2nd                           | 2025年6月9日                  | Soar                          | L700001557                    | CD                            | Be My Light ver.              | 3位                           | 399,709枚                     | Memory                        |

##### 配信限定シングル
|                               | 配信日                        | タイトル                      | 規格                          | 収録アルバム                  |
| SMエンタテインメント レーベル | SMエンタテインメント レーベル | SMエンタテインメント レーベル | SMエンタテインメント レーベル | SMエンタテインメント レーベル |
| ----------------------------- | ----------------------------- | ----------------------------- | ----------------------------- | ----------------------------- |
| 1st                           | 2024年8月6日                  | 17                            | デジタル・ダウンロード        | 未収録                        |
| 2nd                           | 2024年10月1日                 | First Love                    | デジタル・ダウンロード        | 未収録                        |
| 3rd                           | 2024年11月6日                 | The Story                     | デジタル・ダウンロード        | 未収録                        |

##### ミュージックビデオ
| 公開日        | タイトル     | リンク | 収録作品  |
| ------------- | ------------ | ------ | --------- |
| 2024年4月22日 | Little Light | ▶︎      | YOUTH     |
| 2024年8月6日  | 17           | ▶︎      | 17        |
| 2024年11月6日 | The Story    | ▶︎      | The Story |
| 2025年5月27日 | Be My Light  | ▶︎      | Soar      |
| 2025年6月9日  | Memory       | ▶︎      | Soar      |

#### 日本

##### 配信限定シングル
|                    | 配信日             | タイトル           | 規格                   | 収録アルバム       |
| avex trax レーベル | avex trax レーベル | avex trax レーベル | avex trax レーベル     | avex trax レーベル |
| ------------------ | ------------------ | ------------------ | ---------------------- | ------------------ |
| 1st                | 2024年6月27日      | Cry                | デジタル・ダウンロード | 未収録             |

### NCT DOJAEJUNG

#### ミニアルバム
|                               | 発売日                        | タイトル                      | 商品番号                      | 形態                          | 形態                          | 収録曲                                                                               | 順位                          | 売上枚数                      | 表題曲                        |
| SMエンタテインメント レーベル | SMエンタテインメント レーベル | SMエンタテインメント レーベル | SMエンタテインメント レーベル | SMエンタテインメント レーベル | SMエンタテインメント レーベル | SMエンタテインメント レーベル                                                        | SMエンタテインメント レーベル | SMエンタテインメント レーベル | SMエンタテインメント レーベル |
| ----------------------------- | ----------------------------- | ----------------------------- | ----------------------------- | ----------------------------- | ----------------------------- | ------------------------------------------------------------------------------------ | ----------------------------- | ----------------------------- | ----------------------------- |
| 1st                           | 2023年4月17日                 | Perfume                       | SMK1676                       | CD                            | BOX ver.                      | 収録曲 1. Perfume 2. Kiss 3. Dive 4. Strawberry Sunday 5. Can We Go Back 6. Ordinary | 2位                           | 872,513枚                     | Perfume                       |
| 1st                           | 2023年4月17日                 | Perfume                       | SMK1677                       | CD                            | PHOTOBOOK ver.                | 収録曲 1. Perfume 2. Kiss 3. Dive 4. Strawberry Sunday 5. Can We Go Back 6. Ordinary | 2位                           | 872,513枚                     | Perfume                       |

#### 配信限定シングル
|                               | 配信日                        | タイトル                          | 規格                          | 収録アルバム                  |
| SMエンタテインメント レーベル | SMエンタテインメント レーベル | SMエンタテインメント レーベル     | SMエンタテインメント レーベル | SMエンタテインメント レーベル |
| ----------------------------- | ----------------------------- | --------------------------------- | ----------------------------- | ----------------------------- |
| 1st                           | 2023年7月13日                 | iScreaM Vol. 24 : Perfume Remixes | デジタル・ダウンロード        | 未収録                        |

#### ミュージックビデオ
| 公開日        | タイトル               | リンク | 収録作品                          |
| ------------- | ---------------------- | ------ | --------------------------------- |
| 2023年4月17日 | Perfume                | ▶︎      | Perfume                           |
| 2023年7月13日 | Perfume (Jafunk Remix) | ▶︎      | iScreaM Vol. 24 : Perfume Remixes |

### 劇中歌
- 「COOL」- OCN『元カレは天才詐欺師 〜38師機動隊〜』（2016年）
- 「Stay in My Life」- KBS 2TV『恋するレモネード』（2017年）
- 「Radio Romance」- KBS 2TV『ラジオロマンス 〜愛のリクエスト〜』（2018年）
- 「Hard for me」- MBN『リッチマン』（2018年）
- 「Baby Only You」- KBS 2TV『ノクドゥ伝』（2019年）
- 「Cafe Midnight」- MBC『深夜カフェ』（2021年2月19日）
- 「Like a Star」- TVING『ユミの細胞たち』（2021年10月1日）
- 「A little more」- Disney+『Soundtrack #1』（2022年2月22日）
- 「Unable To Love」- TVING『私を愛さないXに』（2022年7月22日）
- 「Cry」- テレビ朝日系『星降る夜に』（2023年1月、日本）
- 「Beautiful Day」- SBS『浪漫ドクター キム・サブ3』（2023年）
- 「Here with me」- tvN『生まれ変わってもよろしく』（2023年）
- 「Snow Flower」- ドラマ『ごめん、愛してる 2024』（2024年）[70]
- 「Smile Again」- genie TV『ナミブ ー砂漠と海の夢ー』（2024年）[71]

### 音楽プロジェクト
- 「17」- 音楽プロジェクト「essential; With Artist」（2024年）

### コラボレーション
- 「Sound of Your Heart」- スティーブ・バラカット、イ・ドンウ、イェソン、サニー、ルナ、ウェンディ、スルギ、テイル（2016年）
- 「Star Blossom」- キム・セジョン（2017年）
- 「私たち、別れないでいよう」- Rocoberry（2019年）
- 「This is Your Day (for every child, UNICEF)」- BoA、J-Min、シウォン、サニー、テミン、スホ、ウェンディ（2019年）
- 「Doll」- ベクヒョン（2021年）
- 「NOW N NEW 2021」（2021年、計62人参加）
- 「Fallin'」- キム・ミンハ（2022年）
- 「Where You Are」- リョウク、オンユ、チョンロ、シャオジュン（2022年）
- 「Thank You」- カンタ、BoA、ユンホ、チャンミン、イトゥク、リョウク、テヨン、ヒョヨン、キー、ミンホ、スホ、チャンヨル、スルギ、ジョイ、ドヨン、テン、マーク、ジェノ、ヘチャン、ヤンヤン、カリナ、ウィンター、ウォンビン、ソヒ、シオン、ユウシ

### スペシャルステージ
- 「All For You」- ジヒョ（TWICE）（2016年4月29日、KBS『ミュージックバンク』）[119]
- 「First Christmas」- ジョイ（Red Velvet）（2016年12月18日、SBS『SBS人気歌謡』）[120]
- ダンスパフォーマンスと『ラ・ラ・ランド』劇中歌 - ジス（BLACKPINK）、ジニョン（GOT7）（2017年2月5日、SBS『SBS人気歌謡』MC就任式）[121]
- 「冬の子ども」- ジス、ジニョン、楽童ミュージシャン（2017年2月19日、SBS『SBS人気歌謡』放送回数900回記念）[122]
- 「Still」- サンデー（天上智喜）（2017年7月、SMTOWN LIVE WORLD TOUR Ⅵ IN JAPAN）[123]
- 「Hey, Come On!」- テヨン・ユウタ（2017年12月25日、SBS歌謡大祭典）[124]
- 「나는 나비」（2021年12月31日、MBC歌謡大祭典）[125]
- 「Happy Together」- ニンニン（aespa）（2022年12月25日、SBS歌謡大祭典）[126]
- 「Can We Go Back」- ジェヒョン、ジョンウ（2022年12月31日、MBC歌謡大祭典）[127]
- 「I believe...」- シャオジュン、チョンロ（2023年12月25日、SBS歌謡大祭典）[128]
- 「Doll」- カンタ（2024年2月、SMTOWN LIVE 2024 SMCU PALACE @TOKYO）[129]
- 紫雨林「二十五、二十一」- ウィンター（aespa）（2025年1月30日、2024 MBC歌謡大祭典）[130]

### カバー
- バージィ「Mine」（2018年9月6日）[131]
- アリアナ・グランデ「breathin」（2018年12月22日）[132]
- IU「Dear Name」（2019年3月29日）[133]
- ビリー・アイリッシュ「idontwannabeyouanymore」（2019年6月25日）[134]
- テヨン「Rain」（2019年7月31日）[135]
- アンドメシュ・カマレン「Cinta Luar Biasa」- へチャン（2019年10月27日）[136]
- テヨン「This Christmas」（2019年12月24日）[137]
- IU「I Give You My Heart」（2020年4月18日）[138]
- d.ear「12월 24일」- ジョンウ・ロンジュン・チョンロ（2020年12月24日）[139]
- Official髭男dism「Pretender」（2021年2月1日）[140]
- ハリー・スタイルズ「Falling」（2021年3月22日）[141]
- 久保田利伸 with ナオミ・キャンベル「LA・LA・LA LOVE SONG」（2022年2月2日）[142]
- 「Christmas Carol Medley」- ジェヒョン・ジョンウ（2022年12月23日）[143]
- ソヌジョンア「도망가자（逃げよう）」（2023年9月6日）
- チョン・ジュニル「First Love」（2024年10月1日）[67]

## 出演

### テレビ・インターネット番組
- SHOW CHAMPION（2015年、MBC）- レギュラー出演
- SBS人気歌謡（2017年、SBS）- レギュラー出演
- my SM Television（2016年、Youku）[144]
- Lip Stick Prince（2016年12月1日、OnStyle）[145]
- 私たち結婚しました（2017年3月4日、MBC）- ゲスト出演（兄・コンミョンの出演回）[146]
- 家族の発見（2017年10月4日、KBS）[147]
- こんにちは（2018年3月26日、KBS 2TV）[148]
- 驚きの土曜日（2018年12月22日、tvN）[149]
- 覆面歌王（2019年、MBC）
- ジャングルの法則 in スンダ列島（2019年11月30日、SBS）[150]
- 訓マン正音（2019年7月13日、MBN）[151]
- クイズの上のアイドル（2020年11月21日、KBS 2TV）
- 全知的おせっかい視点（2021年9月11日、MBC）[152]
- しっぽがしっぽを噛むあの日の話（2021年11月4日、SBS）[153]
- 執事部一体（2022年、SBS）- レギュラーメンバー[154]
- 私は一人で暮らす（2024年4月19日・6月14日・9月27日・12月6日、MBC）[155][156][157][158]
- ゆっくり休めたらよかった（2024年4月29日、MBC）[159]
- THE SEASONS ～ZICOのアーティスト（2024年5月3日、KBS）[160]
- 出張十五夜（2024年11月29日、tvN）[161]
- 逃走中 ～大みそかSP（2024年12月31日、フジテレビ）[162]

### ドラマ
- 深夜カフェ（2021年2月19日、MBC）- 主人公 ソン・ジウ 役[163]
- 私を愛さないXに（2022年、TVING）- チョン・シホ 役

### ラジオ番組
- 傾聴（2021年1月3日、EBS FM）[164]
- 2時脱出 Cultwo Show（2024年4月23日、SBSパワーFM）[165]

### ミュージカル
- 「マリー・アントワネット」- アクセル・フェルセン 役
- 「笑う男」- グウィンプレン 役

### 雑誌掲載
- 『CeCi』6月号（2016年、NCT U）[166]
- 『Vogue Korea』3月号（2018年、NCT U）[167]
- 『ARENA HOMME +』6月号（2018年）[168]
- 『GRAZIA』9月号（2019年、単独）
- 『GQ KOREA』4月号（2020年）[169]
- 『COSMOPOLITAN』3月号（2021年）[170]
- 『W Korea』5月号（2021年）[3]
- 『an・an』2251号 （2021年）[171]
- 『@star1』7月号（2021年）[172]
- 『GQ KOREA』3月号（2022年）
- 『ARENA HOMME+』11月号表紙（2023年）
- 『Allure Korea』 2月号（2024年）

### 広告

#### 広報大使
- 「Mクリーン」広報大使（2018年）[26]

#### イメージキャラクター・ブランドモデル
- 「Masita」（2017年、タイ、スナック菓子）
- 「マクドナルド」（2023年、韓国）
- 「ペリペラ」（2024年、化粧品）

#### ブランドアンバサダー
- 「ドルチェ&ガッバーナ」（2023年、日本・韓国アンバサダー・グローバルアンバサダー）

### イベント
2019年
- 「ムッシュ・シャ」展示会オーディオガイド（3月16日、芸術の殿堂）- スルギ（Red Velvet）と[173]
- 文化体育観光部主催「大韓民国大衆文化芸術賞」授賞式（10月31日、オリンピックホール）- ジェヒョンと[174]

2020年
- 新型コロナウイルス感染予防キャンペーンイベント「一緒にしよう、希望の寄付」（5月6日、コエックスモール）- ジェヒョンと[175]
- 「DOLCE&GABBANA GINZA SIX」オープニングイベント（11月21日、東京GINZA SIX）[176]

2023年
- 「ドルチェ&ガッバーナ」イベント（5月31日、清潭洞）[177]
- DOLCE&GABBANA 2024 Spring Summer Men's Fashion Show（6月17日、メトロポール）[178]
- Alta Moda Show in Puglia（7月10日、プーリア）[179]
- マクドナルド年末特別メニュー「幸運バーガー」初公開記念フォトイベント（12月27日、マクドナルド・ワールドカップ北路上岩DMC店）[180]

2024年
- 「ドルチェ&ガッバーナ」2024年・25年秋冬コレクションランウェイショー（2月24日、ミラノ）[181]
- 「FROM THE HEART TO THE HANDS: DOLCE&GABBANA」展オープニングパーティ（4月6日、ミラノ）[182]
- 2024 LOVESOME FESTIVAL（4月28日、88芝生広場）[183]
- 「ドルチェ&ガッバーナ」2025年春夏メンズコレクション（6月15日、ミラノ）[184]
- Good Night Concert in Busan（10月4日、海雲台ビーチ）
- 第11回イーデイリー文化大賞授賞式（10月25日、世宗文化会館大劇場）- ジャニーと[185]
- 「ドルチェ&ガッバーナ」イベント（11月29日、香港）[186]

2025年
- The 17th Seoul Jazz Festival 2025（6月1日、オリンピック公園）[187]
- 第34回ソウル歌謡大賞（6月21日、インスパイア・アリーナ）[188]

### MC
- 第5回スマイルミュージックフェスティバル（2019年10月25日、COEXアーティウム）- ジャニーと[189]
- 2020アジア・ソング・フェスティバル（2020年10月10日、オンライン開催）- イェウン（CLC）と[190]
- 第11回ガオンチャートミュージックアワード（2022年1月27日、ソウル）- シウン（STAYC）、ジェジェと[191]
- 第28回ドリームコンサート（2022年6月18日、ソウルオリンピック主競技場）- アン・ユジン（IVE）と[192]
- 2024 SBS歌謡大典 Summer（2024年7月21日、インスパイア・アリーナ）- アン・ユジン（IVE）、ヨンジュン（TOMORROW X TOGETHER）と[193]
- SBS INKIGAYO LIVE in TOKYO（2024年10月12日、さいたまスーパーアリーナ）- ユナ（ILLIT）、ユンホ（ATEEZ）と[194]
- SBS歌謡大典（2024年12月25日、インスパイア・アリーナ）- アン・ユジン（IVE）、ヨンジュン（TOMORROW X TOGETHER）と[195]
- 2025 SBS歌謡大典 Summer（2025年7月26日、キンテックス）- アン・ユジン（IVE）、ヨンジュン（TOMORROW X TOGETHER）と[196]

## 受賞歴
- 第7回ソウルウェブフェスト映画祭「主演男優賞」受賞（『深夜カフェ』）[45]
- 第11回マルセイユ・ウェブフェスト「ベストミュージック賞」受賞（「Cafe Midnight」）[197]
- 第6回Asia Artist Awards「フォーカス賞（俳優部門）」受賞[47]
- 第5回Asia Web Awards「主演男優賞（コメディ&ドラメディ&ドラマ部門）」受賞[198]
- 2023ブランド顧客忠誠度大賞「男子バラエティ番組アイドル部門」受賞[199]
- 第8回テンアジア・トップテン・アワード「Best K-Drama OST Artists部門」タイ地域1位[200]
- 第10回テンアジア・トップテン・アワード「Best K-Drama OST Artists部門」タイ地域1位[201]
- 第9回Asia Artist Awards「ベストチョイス賞」受賞[202]
- 第34回ソウル歌謡大賞「本賞」「ベストソロ賞」受賞[203]

### 音楽番組首位
| 年     | 受賞歴                                                          |
| ------ | --------------------------------------------------------------- |
| 2024年 | - Little Light（1冠） - 5月1日：MBC MUSIC『SHOW CHAMPION』      |
| 2025年 | - Memory（1冠） - 6月18日：MBC MUSIC『SHOW CHAMPION』 合計：2冠 |